# Apák gyöngye
Az Apák gyöngye (eredeti cím: Goodrich) 2024-ben bemutatott amerikai filmvígjáték, amelyet Hallie Meyers-Shyer írt és rendezett. A főbb szerepekben Michael Keaton, Mila Kunis, Carmen Ejogo, Michael Urie és Kevin Pollak látható.
Amerikában 2024. október 18-án, Magyarországon 2024. október 17-én mutatták be a mozikban.

## Cselekmény
Andy Goodrich egy 60 éves Los Angeles-i műkereskedő, aki alig látja a családját, és butikgalériája kezd csődbe menni. Egy éjszaka fiatalabb felesége, Naomi telefonhívása ébreszti fel, aki közli vele, hogy belépett egy 90 napos rehabilitációs programba a vényköteles tabletták függősége miatt. Dühös, hogy Andy észre sem vette, hogy problémái vannak, közli vele, hogy elhagyja őt, és kéri, hogy ne vegye fel vele a kapcsolatot. A férfi mégis elautózik a rehabilitációs intézetbe, ahol nem engedik be.
Naomi nélkül Andy a kilencéves ikreivel, Billie-vel és Mose-zal nem tud mit kezdeni, lekési az iskolai leadást, és másnap későn érkezik. Hazudik nekik, és azt állítja, hogy Naomi az édesanyjánál van St. Louisban, de a gyerekek hamar megtudják az osztálytársaiktól, hogy Naomi elvonón van. Andy összebarátkozik osztálytársuk, Alex egyedülálló apjával, Terryvel, aki részmunkaidős színész, és aki azzal küzd, hogy a saját férje három évvel korábban elhagyta őt.
Andy és Grace, az első házasságából származó 36 éves lánya között feszült a viszony, mivel Andy a lány felnövekedése alatt is mindig dolgozott, és őt elsősorban az édesanyja, Ann nevelte. Andy segítséget kér Grace-től a kisebb testvéreire való vigyázásban, és rendszeresebben kezdenek beszélgetni. Grace első gyermekével várandós a férjével, Pete-tel, egy fül-orr-gégésszel, akiről Andy úgy gondolja, hogy nem elég jó a lányának. Andy könyvelője tájékoztatja őt és üzlettársát, Sai-t, hogy művészeik nem hoznak elég bevételt ahhoz, hogy ellensúlyozzák a magas bérleti díjakat és bérköltségeket. Elindul, hogy a nemrég elhunyt festőművésznő, Teresa Thompson hagyatékából a lánya, Lola révén biztosítsa a műkincseket.
Andy továbbra is próbál egyensúlyt teremteni Billie és Mose nevelése, a Grace-szel való kapcsolatának helyreállítása és az üzletének megmentése között. Miután Lola beleegyezik, hogy eladja édesanyja műveit, a férfi elkezdi előkészíteni a galériát a kiállításra. Lola azonban hirtelen visszalép, és Andy kénytelen bezárni az üzletét. Búcsúpartit rendez, és Grace-szel közösen elgondolkodnak azon, hogy mi lesz a következő lépés. Andy beleegyezik, hogy elviszi Grace-t a következő orvosi vizsgálatra, amíg az anyja nincs a városban, Pete pedig dolgozik.
Karácsony este Naomi hirtelen hazaérkezik, és bejelenti, hogy jobban érzi magát, de még mindig szeretne továbblépni a válásukkal. E látogatás miatt a férfi elfelejt elmenni Grace-ért a találkozóra, és helyette egy Uberrel jelenik meg az orvosi rendelőben. Évtizedek óta tartó dühét tölti ki Andyvel szemben – a gyerekkori távollétét, a megbízhatatlanságát, és a féltékenységét, hogy csak nemrég érett meg, és a fiatalabb testvérei kapják meg ezt a változatát –, csakhogy elfolyt a magzatvize. Andy a kórházba siet Grace-szel, és addig marad vele, amíg Pete meg nem jelenik. Grace rövid időre megijed, amikor a baba szívverése abnormális, és lehet, hogy sürgősségi császármetszésre lesz szüksége, de Pete megnyugtatja, és képes lesz világra hozni a babát. Andy könnyes szemmel nézi, tudván, hogy unokájának csodálatos apja lesz. Grace egészséges kislányt hoz világra, és Andy átöleli, miközben Billie és Mose nézi.

## Szereplők
| Szereplő       | Színész            | Magyar hang     |
| -------------- | ------------------ | --------------- |
| Andy Goodrich  | Michael Keaton     | Hirtling István |
| Grace Goodrich | Mila Kunis         | Pikali Gerda    |
| Lola Thompson  | Carmen Ejogo       | Kéri Kitty      |
| Terry          | Michael Urie       | Szatory Dávid   |
| Sy             | Kevin Pollak       | Scherer Péter   |
| Billie         | Vivien Lyra Blair  | Tanka Natália   |
| Jonny          | Nico Hiraga        | Pásztor Dániel  |
| Pete           | Danny Deferrari    | Schruff Milán   |
| Naomi          | Laura Benanti      | Ruttkay Laura   |
| Ann            | Andie MacDowell    | Ráckevei Anna   |
| Dr. Vermy      | Poorna Jagannathan | Lapis Erika     |

### Magyar változat
- Bemondó: Egressy G. Tamás
- Magyar szöveg: Molnár Levente
- Hangmérnök: Csomár Zoltán
- Vágó: Kajdácsi Brigitta
- Gyártásvezető: Kincses Tamás
- Szinkronrendező: Majoros Eszter
- Produkciós vezető: Kónya Andrea

A szinkront a Mafilm Audio Kft. készítette.

## A film készítése
2019 májusában jelentették be, hogy Apák gyöngye címmel filmvígjáték készül, amelynek írója és rendezője Hallie Meyers-Shyer, producere pedig Amy Pascal lesz. Michael Keaton kapta a főszerepet. 2023 márciusában Mila Kunis csatlakozott a szereplőgárdához. 2023 áprilisában Andie MacDowell, Carmen Ejogo és Kevin Pollak is csatlakozott a szereplőgárdához.  Ugyanebben a hónapban Michael Urie, Laura Benanti, Danny Deferrari és Poorna Jagannathan csatlakozott a szereplőgárdához. Májusban Vivien Lyra Blair is szerepet kapott. A Ketchup Entertainment fizetett a film megvásárlásáért, és kötelezettséget vállalt a széles körű mozibemutatóra.

### Forgatás
A forgatás 2023 áprilisában kezdődött Los Angelesben.